# Cristiano IX da Dinamarca
Cristiano IX (Eslésvico, 8 de abril de 1818 – Copenhague, 29 de janeiro de 1906), nascido príncipe Cristiano de Eslésvico-Holsácia-Sonderburgo-Glucksburgo, foi o Rei da Dinamarca de 1863 até 1906.
Originalmente um príncipe alemão, Cristiano foi escolhido, com a bênção das grandes potências europeias, como o eleito herdeiro presuntivo do trono dinamarquês, ocupado por Cristiano VIII, já que o seu filho o futuro Frederico VII da Dinamarca parecia incapaz de produzir descendência. Ele se casou com a princesa Luísa de Hesse-Cassel, sendo esta união decisiva para a sua escolha como Rei da Dinamarca, haja vista que sua esposa enquanto sobrinha do rei Cristiano VIII, estava mais próxima do trono que ele mesmo.
Os seus seis filhos casaram-se com membros proeminentes da realeza europeia, o que lhe valeu o apelido de "o sogro da Europa". Duas de suas filhas, as princesas Alexandra e Dagmar, casaram-se com os monarcas britânico e russo, respectivamente, sendo o rei Jorge V e o imperador Nicolau II os seus netos mais ilustres.

## Nascimento e família
Cristiano nasceu como o quarto filho de Frederico-Guilherme, Duque de Eslésvico-Holsácia-Sonderburgo-Glücksburgo e da princesa Luísa Carolina de Hesse-Cassel.
Através da mãe, era bisneto do rei Frederico V da Dinamarca, trineto de Jorge II da Grã-Bretanha e descendente de vários outros monarcas, embora sem pretensões diretas a nenhum dos tronos europeus.
Pelo lado de seu pai, Cristiano era um membro de um ramo menor da soberana Casa Real de Oldemburgo, descendente direto por via paterna do rei Cristiano III da Dinamarca e um descendente de Helwig de Schauenburgo, condessa de Oldemburgo, mãe do rei Cristiano I da Dinamarca, a herdeira (através da lei semi-sálica) do seu irmão Adolfo, o último Schauenburgo a ser duque de Eslésvico e conde de Holsácia. Portanto, Cristiano era passível de suceder nos ducados, embora ocupasse um lugar remoto na sucessão.
Cristiano cresceu na Dinamarca e foi educado na Academia Militar de Copenhague. Foi pretendente à mão da rainha Vitória do Reino Unido, e em 1842 acabou por casar-se com a princesa Luísa de Hesse-Cassel, uma sobrinha do rei Cristiano VIII da Dinamarca.

## Herdeiro-presumível da Dinamarca

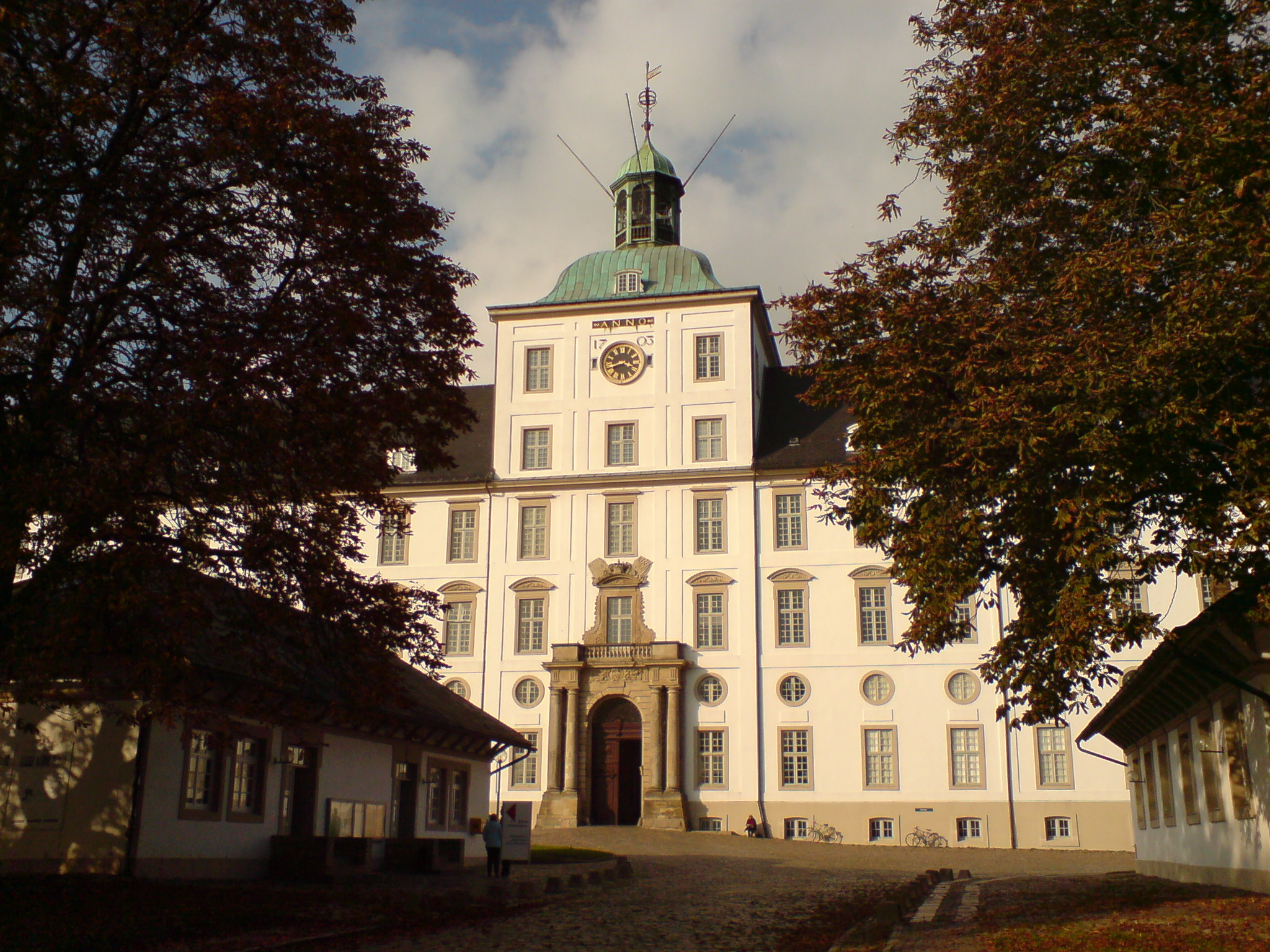
O local de nascimento de Cristiano, o castelo Gottorp em Eslésvico

Em 1847 foi escolhido, com a bênção das grandes potências europeias, como herdeiro presuntivo do trono dinamarquês, ocupado por Cristiano VIII, já que o seu filho, o futuro Frederico VII da Dinamarca parecia incapaz de produzir descendência. O seu casamento foi importante nesta escolha, já que a sua mulher, enquanto sobrinha do rei, estava mais próxima do trono que ele mesmo.
Devido à lei sálica, a sucessão de Frederico VII, que não tinha filhos, tornou-se uma questão complicada que levou a vários conflitos.
As tendências nacionalistas na parte germanófona de Eslésvico-Holsácia fizeram com que nenhuma solução que mantivesse a união dos dois ducados com a Dinamarca fosse satisfatória para eles e para vários setores no então Império Alemão. Estes ducados haviam sido herdados através da lei sálica por descendentes de Helwig de Schauenburgo, sendo que após Frederico VII na linha de sucessão estava Frederico, Duque de Augustenburgo (1829-1880). Este autoproclamou-se Duque de Eslésvico-Holsácia em 1863, e tornou-se o símbolo da independência pró-alemã nos ducados. No entanto, depois de seu pai ter abdicado dos direitos sucessórios por dinheiro, após o Protocolo de Londres em 1852, não foi considerado elegível como rei pela maioria dos Dinamarqueses.
Na Dinamarca também vigorava a lei sálica, mas apenas entre os descendentes de Frederico III da Dinamarca, o primeiro rei a suceder por via hereditária (anteriormente os monarcas eram oficialmente eleitos). A sua descendência por via paterna extinguiu-se após a morte de Frederico VII, a partir de quando passou a vigorar uma lei sucessória semi-sálica promulgada por Frederico III. Havia no entanto dúvidas de interpretação da lei relativamente a quem herdaria a coroa. O problema foi resolvido com uma eleição e uma nova lei a confirmar o sucessor.
As parentes femininas mais próximas de Frederico VII eram as descendentes da sua tia paterna (a princesa Luísa Carlota da Dinamarca), que casou-se com um membro da Casa de Hesse. Contudo, não eram descendentes agnáticos da família real dinamarquesa, e portanto não elegíveis para a sucessão em Eslésvico-Holsácia.
A herdeira dinástica de acordo com a antiga primogenitura de Frederico III era a princesa Carolina da Dinamarca (1793-1881), a filha mais velha de Frederico VI, e depois a sua irmã a princesa Guilhermina Maria da Dinamarca (1808-1891). Nenhuma tinha filhos.
Alguns direitos pertenciam ainda a um ramo menor da família real, descendentes de uma filha de Frederico V, elegíveis para suceder em Eslésvico-Holsácia. Entre estes estavam o próprio Cristiano e os seus dois irmãos mais velhos, um deles sem filhos e o outro com descendência masculina.
O príncipe Cristiano tinha sido adotado como neto pelo rei Frederico VI, e a rainha Maria Sofía Frederica de Hesse, que não tinham filhos varões. Ele estava por tanto familiarizado com a corte e as tradições dos monarcas. Cristiano era sobrinho-neto da rainha Maria e descendia de uma prima de Frederico VI. Fora criado com conceitos nacionalistas dinamarqueses e não estava ligado ao nacionalismo alemão, o que fazia dele um bom candidato aos olhos dinamarqueses. No entanto, apesar de ser elegível ao trono, estava numa posição afastada na linha de sucessão.
Sua esposa Luísa, era a filha mais velha do filho primogênito da parente feminina mais próxima do rei Frederico VII. O pai e os irmãos de Luísa renunciaram aos seus direitos sucessórios em favor dela, e do marido. A mulher do príncipe Cristiano era agora a herdeira mais próxima de Frederico VII. Este casamento cimentou a sua posição como herdeiro do trono dinamarquês.
Em 15 de novembro de 1863, ascendeu ao trono dinamarquês logo depois de Frederico VII da Dinamarca.

## Reinado
Em 15 de novembro de 1863, o Frederico VII, suja saúde estava cada vez mais precária desde a adquirição de um resfriado quando uma visita à fortificação de Dannevirke, morreu inesperadamente aos 55 anos após dezesseis anos no trono, encerrando um reinado de quatrocentos e quinze anos da linha principal da casa de Oldemburgo no trono dinamarquês. Após a morte de Frederico VII, Cristiano sucedeu ao trono aos 45 anos. Ele foi proclamado rei da sacada do Palácio de Christiansborg pelo primeiro-ministro Carl Christian Hall em 16 de novembro de 1863 sob o nome de Cristiano IX.
Cristiano e a Dinamarca foram imediatamente mergulhados em uma crise sobre a posse e o status dos ducados de Eslésvico-Holsácia. Já em novembro de 1863, o príncipe Frederico de Eslésvico-Holsácia-Sonderburgo-Augustemburgo reivindicou seus direitos sob o ducados e se autoproclamou Frederico VIII, duque de Eslésvico-Holsácia. Frederico de Augustenburg (como era comumente conhecido) havia se tornado o símbolo do movimento nacionalista de independência alemã em Eslésvico-Holsácia depois que seu pai (em troca de dinheiro) renunciou às suas reivindicações como herdeiro do trono dos ducados. Em vista do Protocolo de Londres de 8 de maio de 1852, que concluiu a Primeira Guerra do Eslésvico, e a renúncia simultânea de seu pai às reivindicações ao trono, a reivindicação de Frederico não foi reconhecida pelas partes do protocolo.
Sob pressão, Cristiano assinou a Constituição de Novembro, um tratado que tornou Eslésvico-Holsácia parte da Dinamarca. Isso resultou na Guerra dos Ducados do Elba (ou Segunda Guerra do Eslésvico) entre a Dinamarca e o Reino da Prússia e o Império Austríaco em 1864. A Conferência de Londres (1864) se desfez sem que se chegasse a nenhuma conclusão; o resultado da guerra foi desfavorável à Dinamarca e levou à incorporação do Eslésvico à Prússia em 1865. Holsácia foi igualmente incorporada à Áustria em 1865, depois à Prússia em 1866, após conflitos subsequentes entre a Áustria e a Prússia.
Após a derrota, Cristiano IX secretamente contatou os prussianos, oferecendo que toda a Dinamarca poderia se juntar à Confederação Germânica, se a Dinamarca pudesse permanecer unida com o Eslésvico e a Holsácia. Essa proposta foi rejeitada por Bismarck, que temia que o conflito étnico em Eslésvico entre dinamarqueses e alemães permanecesse sem solução. As negociações de Cristiano IX não foram conhecidas publicamente até serem publicadas no livro Dommedag Als de 2010 por Tom Buk-Swienty, que teve acesso aos arquivos reais pela rainha Margarida II da Dinamarca.

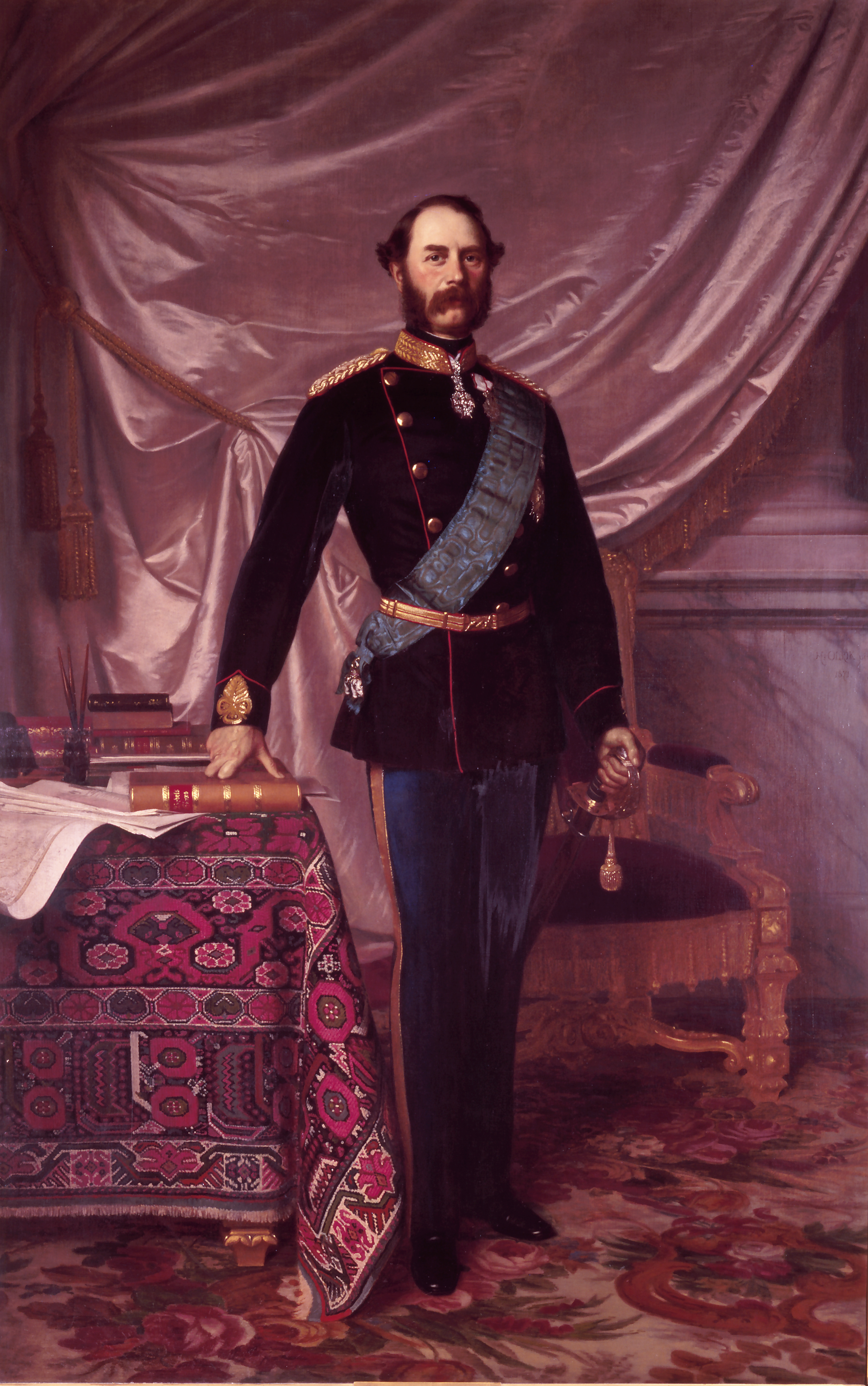
Retrato de Cristiano por Henrik Olrik, 1871

A derrota dinamarquesa na Guerra dos Ducados do Elba lançou uma sombra sobre o governo de Cristiano IX por muitos anos, pois tanto o seu gabinete quanto seus súditos consideravam-o indiferente a anexação. Essa impopularidade foi agravada quando ele tentou, sem sucesso, impedir a disseminação da democracia por toda a Dinamarca apoiando o primeiro-ministro autoritário e conservador J.B.S. Estrup, cujo governo de 1875 a 1894 foi visto por muitos como uma semiditadura. No entanto, ele assinou um tratado em 1874 que permitiu que a Islândia, então uma possessão dinamarquesa, tivesse sua própria constituição, embora sob o governo dinamarquês. Em 1901, ele relutantemente pediu a Johan Henrik Deuntzer para formar um governo e isso resultou na formação do primeiro governo de caráter liberal na Dinamarca. Isso deu início a uma tradição parlamentar de alternância de poder na Dinamarca e melhorou a reputação de Cristiano em seus últimos anos.
Apesar da impopularidade inicial do rei e dos muitos anos de hostilidades políticas, em que o rei estava em conflito com grandes partes da população, sua popularidade se recuperou no final de seu reinado e ele se tornou um ícone nacional devido à duração de seu reinado e aos altos padrões de moralidade pessoal com os quais ele foi identificado. A celebração das bodas de ouro do rei Cristiano e da rainha Luísa em 1892 tornou-se assim uma grande e autêntica homenagem do povo ao rei e à rainha, que contrastava profundamente com a sóbria comemoração de suas bodas de prata em 1867.
Em 1904, o rei tomou conhecimento dos esforços de Einar Holbøll, um funcionário dos correios na Dinamarca, em vender selos de Natal nas agências de correios da Dinamarca para levantar fundos muito necessários para ajudar os afetados pela tuberculose, que estava ocorrendo em proporções alarmantes na Dinamarca. O rei aprovou a ideia de Holbøll e, posteriormente, os correios dinamarqueses produziram o primeiro selo de Natal do mundo, que gerou mais de US$ 40.000 em financiamento. O selo de Natal retratava uma imagem de sua esposa, a rainha Luísa.

### "Sogro" da Europa
Cristiano IX e Luísa tiveram um casamento bem sucedido, e os seus seis filhos realizaram casamentos notáveis em várias casas reais europeias, sendo pais, tios e avós de cinco monarcas europeus, Nicolau II da Rússia, Constantino I da Grécia, Jorge V do Reino Unido e Cristiano X da Dinamarca, afirmando a nova linhagem dinástica de Glücksburgo, como uma das mais mais proeminentes do continente. Atualmente, a maioria das casas reais reinantes e depostas descendem de Cristiano IX e sua esposa. Entre seus descendentes estão os atuais reis Frederico X da Dinamarca, Haroldo V da Noruega, Filipe da Bélgica, Carlos III do Reino Unido e Filipe VI da Espanha, bem como o atual grão-duque Henrique de Luxemburgo.

### Morte
A rainha Luísa precedeu seu marido falecendo em 29 de setembro de 1898 na mansão Bernstorff perto de Copenhague. Já Cristiano morreu tranquilamente de velhice aos 87 anos, no Palácio de Amalienborg no centro de Copenhague, e foi sepultado em uma capela que leva seu nome na catedral de Roskilde, o mausoléu da realeza dinamarquesa há séculos. Ele foi sucedido como rei por seu filho primogênito, Frederico VIII.

## Descendência

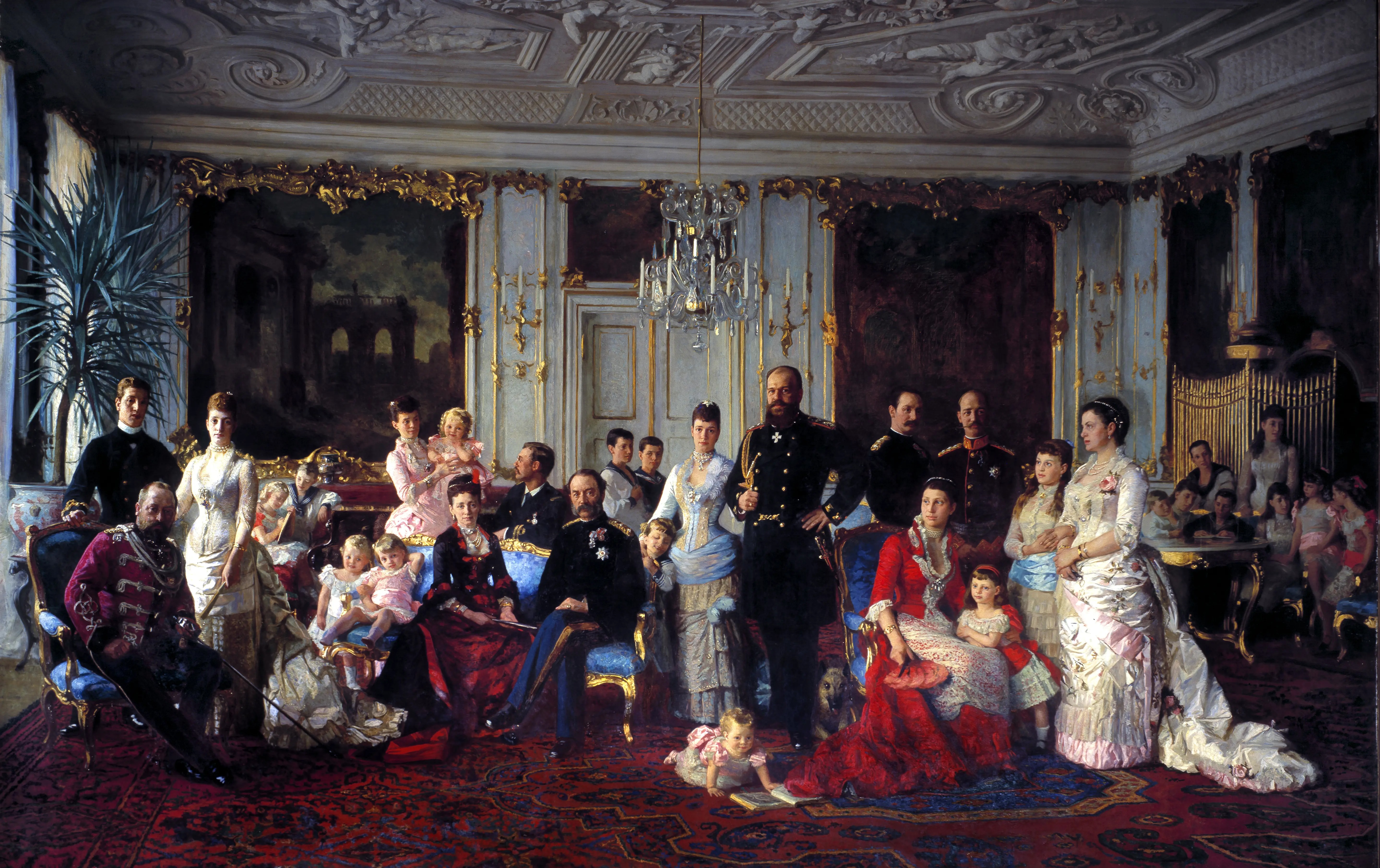
Cristiano IX da Dinamarca e Luísa, com sua grande família da realeza europeia reunidos em uma sala no palácio de Fredensborg. Nesta pintura pode notar-se a presença dos Príncipes de Gales, os Príncipes Herdeiros de Hanôver, os Reis da Grécia, os Imperadores da Rússia, além de vários netos do rei

|  | Nome                        | Nascimento             | Morte                   | Consorte (datas de nascimento e morte) filhos |
|  | Frederico VIII da Dinamarca | 3 de Junho de 1843     | 14 de Maio de 1912      | Casado em 28 de julho de 1869, Luísa da Suécia; com descendência (Cristiano X da Dinamarca, Haakon VII da Noruega, Luísa, Haroldo, Ingeborg, Tira, Gustavo e Dagmar)           |
|  | Alexandra da Dinamarca      | 1 de Dezembro de 1844  | 20 de Novembro de 1925  | Casada em 10º de março de 1863, Eduardo VII do Reino Unido, com descendência (Alberto Vitor, Jorge V, Luísa, Vitória Alexandra, Maud e Alexandre João)                         |
|  | Jorge I da Grécia           | 24 de Dezembro de 1845 | 18 de Março de 1913     | Casado em 27 de outubro de 1867, Olga Constantinovna da Rússia; com descendência (Constantino I, Jorge, Alexandra, Nicolau, Maria, Olga, André e Cristóvão)                    |
|  | Dagmar da Dinamarca         | 26 de Novembro de 1847 | 13 de Outubro de 1928   | Casada em 1 de novembro de 1866, Alexandre III da Rússia, com descendência (Nicolau II, Alexandre, Jorge, Xenia, Miguel e Olga)                                                |
|  | Tira da Dinamarca           | 29 de Setembro de 1853 | 26 de Fevereiro de 1933 | Casada em 22 de dezembro de 1878, Ernesto Augusto, Príncipe Herdeiro de Hanôver, com descendência (Maria Luísa, Jorge Guilherme, Alexandra, Olga, Cristiano e Ernesto Augusto) |
|  | Valdemar da Dinamarca       | 27 de Outubro de 1858  | 14 de Janeiro 1939      | Casado em 20 de outubro de 1885, Maria de Orleães; com descendência (Aage, Axel, Érico, Vigo e Margarida)                                                                      |